# 韻濤居

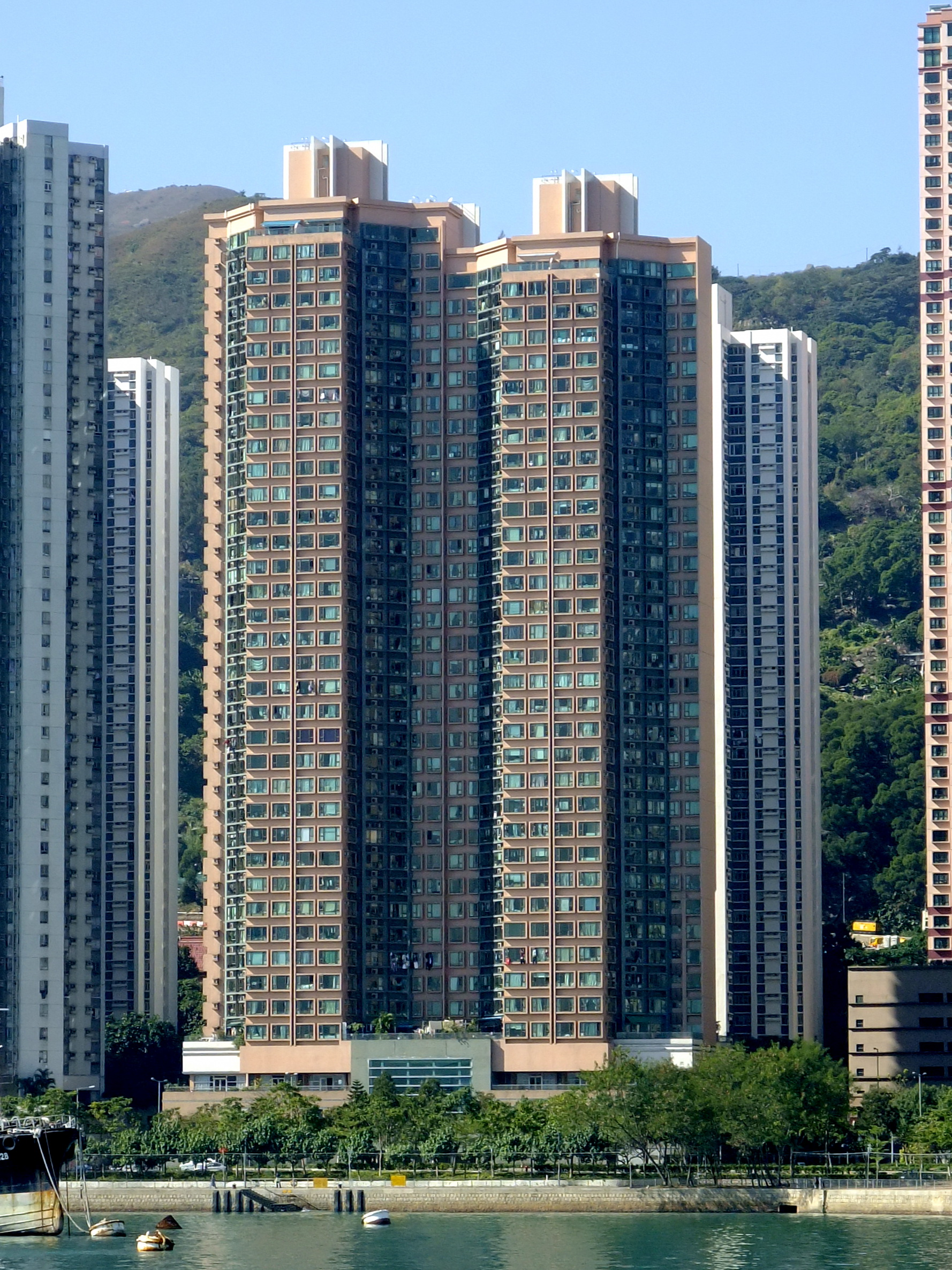
韻濤居

22°22′21″N 114°06′11″E / 22.3725°N 114.1031°E
韻濤居（英語：Serenade Cove）是一個香港荃灣荃灣西約的一個私人屋苑，發展商為九龍倉集團，樓高37層共3座，2000年11月27日入伙。鄰近麗城花園，前身是東南紡織廠。

## 簡介
韻濤居會所自屋苑入伙起設有室內暖水泳池、健身室、兒童遊戲室等，屋苑現由富城集團作物業管理。

### 飼養狗隻問題
2008年－2009年間，有部分業主因為飼養狗隻而違反大廈公契，他們不服氣而上訴到區域法院。到2009年2月底，業主立案法團及康業服務有限公司便下令部分養狗業主不可繼續養狗。

### 會所（包括泳池）
韻濤居會所在2001年1月1日至2011年12月31日這11年間，開放時間為上午7時半至晚上10時；從2012年起，業主立案法團會議後，縮短了2小時，即上午8時至晚上9時。
值得一提的是，室內恆溫泳池的水溫在會所開放（2001年）時至2006年5月為平均30.4度。但從2007年起，室內泳池從1月1日至3月31日（更甚至4月29日，視乎有沒有工程延誤）進行維修工程，水溫平均值為28度。再者，泳池開放時間更由從前的12小時大幅縮減至8小時，及後再延長至約10小時。
因此會所設施收費自2001年開放以來，就沒有調整收費，直至2012年1月1日止。

## 接駁交通

### 居民巴士
發展商自屋苑入伙以來，已為住戶提供居民巴士服務，往來港鐵荃灣站。由開始至2009年3月，車長的午餐時間只有30分鐘。此後，運輸署規定邨巴司機要連續有2小時休息，以確保他們有充分休息時間。

## 連接
- 韻濤居資料[永久]
- 住戶打官司誓保養狗權 - 雅虎新聞[]
- 韻濤居住戶反對禁養狗，在2010年8月，區域法院判其敗訴[]